# Felicitas Woll
Pour les articles homonymes, voir Woll.
Felicitas Woll est une comédienne allemande née le 20 janvier 1980 à Homberg (Hesse).

## Biographie
C'est en 1997 après des études d'infirmière que sa vocation se révèle. Elle joue son premier rôle dans le film industriel Der Urlaub. Ensuite vient la télévision, son premier grand rôle étant Tanja Ewermann dans Die Camper. Des rôles de série ont suivi dans Für alle Fälle Stefanie et Hamann-Spezial.
Fin 1999 elle joue un rôle dans une production germano-chinoise (True Love Is invisible) et dans une série pour la ZDF (Die Nesthocker).
C'est en 2001 qu'elle perce avec Mädchen, Mädchen où elle joue le rôle de Victoria.
Elle est révélée en France par la série télévisée allemande Berlin, Berlin où elle joue le rôle de Charlotta « Lola » Holzmann, qui, voudrait devenir dessinatrice et qui est tombée amoureuse de son cousin, de 2002 à 2005.
Felicitas Woll est mère depuis le 14 février 2006, elle a mis au monde une fille, Taisha Valentina.

## Filmographie
- 2001 : Girls & Sex (Mädchen, Mädchen) de Dennis Gansel.
- 2001-2005 : Berlin, Berlin : Charlotte « Lola » Holzmann
- 2006 : Isabelle, princesse rebelle (Eine Krone für Isabel)(TV) de Michael Keusch : Isabelle Roland
- 2006 : Dresde : Les amants de la gerre : où elle joue un rôle d'infirmière dans avec John Light.
- 2007 : Dans la peau d'une autre (Zwei Wochen Chef) de Annette Ernst - Sara Braun.
- 2009 : Liebe Mauer de Peter Timm
- 2010 : Mia et le millionnaire (Küss dich reich) de Dominic Müller (TV)
- 2010 : Commissaire LaBréa
- 2010 : Katie Fforde[Lequel ?]
- 2010 : Une pour toutes, toutes pour une !
- 2010 : Vater Morgana
- 2011 : Carl & Bertha
- 2011 : Kein Sex ist auch keine Lösung
- 2013 : Mini Macho (Großer Mann ganz klein !) (TV)